# 費爾法克斯 (印第安納州)
費爾法克斯（英語：Fairfax）是位於美國印地安納州門羅縣的一個非建制地區。該地的面積和人口皆未知。